# 敦賢親王
敦賢親王（あつかたしんのう、長暦3年（1039年） - 承保4年8月17日（1077年9月6日））は、平安時代中期から後期にかけての皇族。三条天皇の孫。敦明親王（小一条院）の皇子。官位は三品・式部卿。

## 経歴
後冷泉朝の天喜元年（1053年）12月になって祖父・三条天皇の養子として親王宣下される。天喜4年（1056年）四品に叙せられると、康平元年（1058年）中務卿、康平4年（1061年）式部卿を歴任する。治暦4年（1068年）後三条天皇即位の日に帯剣を聴されている。白河朝の承保元年（1074年）三品に至った。
承保4年（1077年）8月17日に平安京で大流行した疱瘡のために薨去。享年39。
- 天喜元年（1053年） 12月：親王宣下
- 天喜4年（1056年） 日付不詳：四品
- 康平元年（1058年） 正月：中務卿
- 康平4年（1061年） 12月：式部卿
- 承保元年（1074年） 11月21日：三品
- 承保4年（1077年） 8月17日：薨去[1]

## 系譜
『尊卑分脈』による。
- 父：敦明親王
- 母：藤原頼宗の長女（院の上）
- 妻：源親方の娘
  - 女子：淳子女王
- 生母不詳の子女
  - 男子：増賢 - 大僧都、四天王寺別当
  - 女子：